# Венский хлеб
Венский хлеб — вид хлеба, технология изготовления которого появилась в Вене в XIX веке. Венский процесс использовал венгерское зерно высокой степени помола и зерновые прессованные дрожжи для закваски.

## История

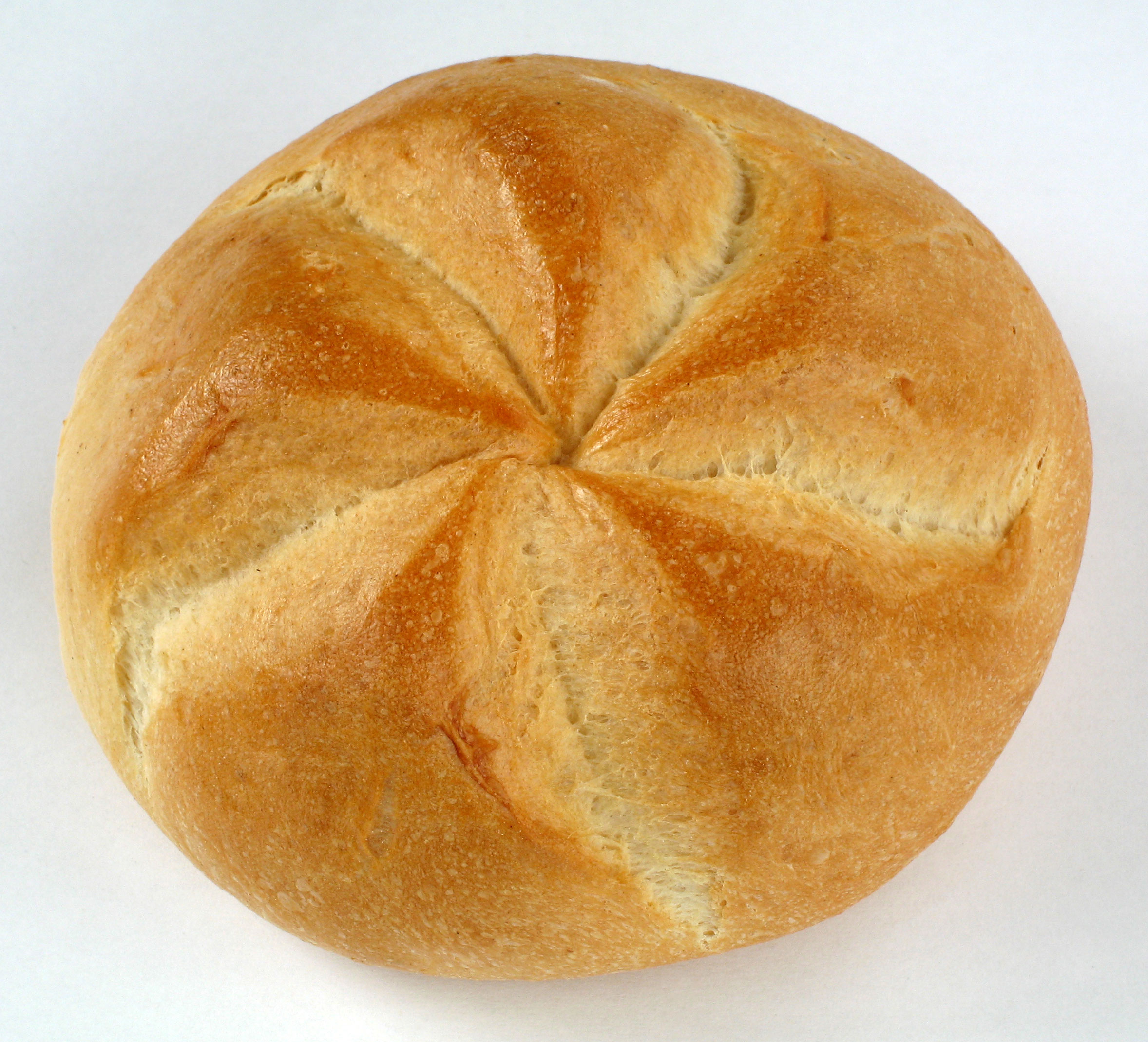
Кайзерка

В XIX веке венский хлеб изготавливали из теста и пивных дрожжей без использования закваски. Первым примером Венского хлеба на основе закваски, получившим известность, стал сладко-ферментированный императорский рулет «Кайзер-Земмель». Его продемонстрировали на Всемирной выставке 1867 года в Париже. В этих рулетах со сладкой ферментацией отсутствовала молочная кислота, вырабатываемая лактобактериями, поэтому они пользовались большим спросом.
В то время пекари использовали закваски из старого теста, но позже было обнаружено, что увеличение интервалов закваски между закусками способствовало большему росту дрожжей и уменьшению газообразования через огромное количество лактобактерий. В определённый момент пекари стали добавлять пивные дрожжи, или барм, к закускам, которые делали хлеб слаще на вкус.
Дефицит пивных дрожжей для приготовления хлеба со сладким брожением появился, когда пивовары медленно переходили от дрожжей верхнего брожения к дрожжам нижнего брожения (Saccharomyces pastorianus), таким образом, приблизительно к 1846 году был разработан венский рецепт приготовления хлеба. В 1845 году Ассоциация венских пекарей объявила конкурс на производство дрожжей сладкого брожения. В 1850 году компания Adolf Ignaz Mautner of Markhof выиграла премию. Всемирная выставка 1867 года признала Венский хлебозавод первым в мире, где использовались прессованные дрожжи.
В Вене закваска никогда не используется для изготовления рулетов и мелких хлебобулочных изделий, которыми славится этот город. Венские пекари используют или пивные дрожжи, или закваску, приготовленную собственноручно, основой которой является настой хмеля .
На выставке венский хлебозавод демонстрировал три вида выпечки: сладко-ферментированные Имперские булочки, хлеб из пшеницы и ржи или только ржаной, а также большое разнообразие изысканного хлеба и сладких пирожных. Имперские рулеты изготовляли из сортов муки более тонкого помола, молока и воды в соотношении 50/50, пивных дрожжей и соли. В другие хлебобулочные изделия, изготовляемые из таких сортов муки, например, в кексы, добавляли масло и, возможно, исключалась вода в пользу молока, торт Гипфкель, в котором использовали молоко (без воды) и жир, в булочки Бриошь - при замесе использовалось молоко и сахар.

## Зерновые прессованные дрожжи

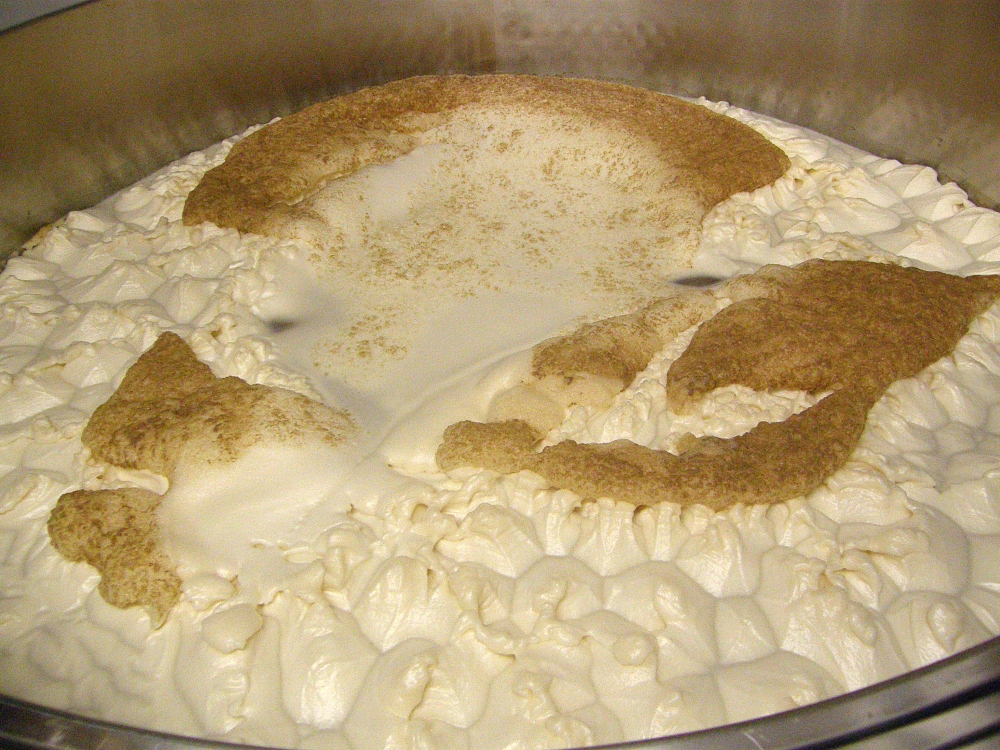
Сусло в пенистом состоянии первичного брожения на современной пивоварне. Тёмные коричневые участки — остатки хмеля.

Венские дрожжи размножали с помощью сусла с солодовой кукурузы, ячменя и ржи. После добавления небольшого количества дрожжей в охлаждённое сусло и введение воздуха размноженные дрожжи всплывали на поверхность, после чего осторожно собирались путём обезжиривания. Для промывки и отстаивания дрожжей несколько раз используется холодная дистиллированная вода, пока не останутся только дрожжи. Затем их осушают и сжимают с помощью гидравлического пресса.
Пресс-дрожжи были одним из предшественников современных коммерческих хлебопекарных дрожжей .

## Венгерский помол

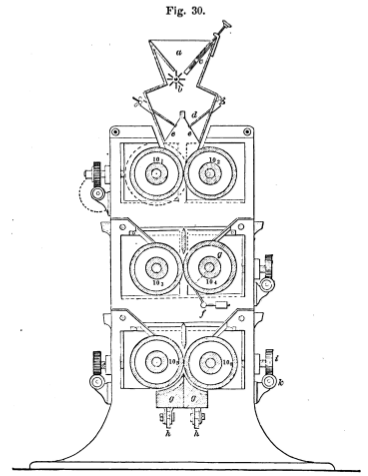
Комплект роликовых мельниц Walz

В Пешта-Вальценмюле, где пшеница полностью превращалась в муку, она проходила от 18 до 24 пар валиков. Данный процесс холодного помола очень хорошо подходил для твёрдых сортов пшениц и скорее всего привёл к получению более легких и воздушных сортов хлеба большого объема.

## Выпечка на пару
Инновации в производстве хлеба в Вене часто приписывают выпечке на пару, что приводит к различным характеристикам корочки. В 1837 году Август Занг, уроженец Австрии, открыл в Париже пекарню под названием «Boulangerie Viennoise». Он впервые ввел выпечку на пару во Франции, процесс которой был подробно описан в статье о Венском хлебе на французском языке, изданной в 1849 году. Корочка этого хлеба глазируется при выпечке на пару, для чего на пол печи кладут кучу мокрого, хорошо вымытого сена, образующего облако пара. Десятилетия спустя другая венская пекарня в Париже представила механическую паровую печь, устранив потребность во влажном сене, вместе с прессованными дрожжами для выпечки; отчёт правительства США о Всемирной выставке 1867 года подробно описывает процесс, который применялся в венской пекарне Ваннера, включая использование паровой печи, ставшей к тому времени весьма популярной во Франции.
По технологии использования паровой печи тесто помещают в печь, заполненную паром, или, наоборот, в печь впускают пар, как только батон загружается. Это добавляет влагу в хлеб, задерживает образование корочки и, как правило, предотвращает растрескивание, в результате хлеб поднимается более равномерно, а корочка тоньше, а также у него лёгкая и воздушная крошка. Когда пар исчезает, сухое нагревание духовки запекает корочку, делая ее слегка хрустящей и придавая чешуйчатую текстуру. Венский хлеб обычно формируется в виде продолговатого каравая, но его могут выпекать и в формах. Длинный каравай, возможно, является предшественником французского хлеба, поскольку пекари пытались применить паровой метод для изготовления багета.